# Regering

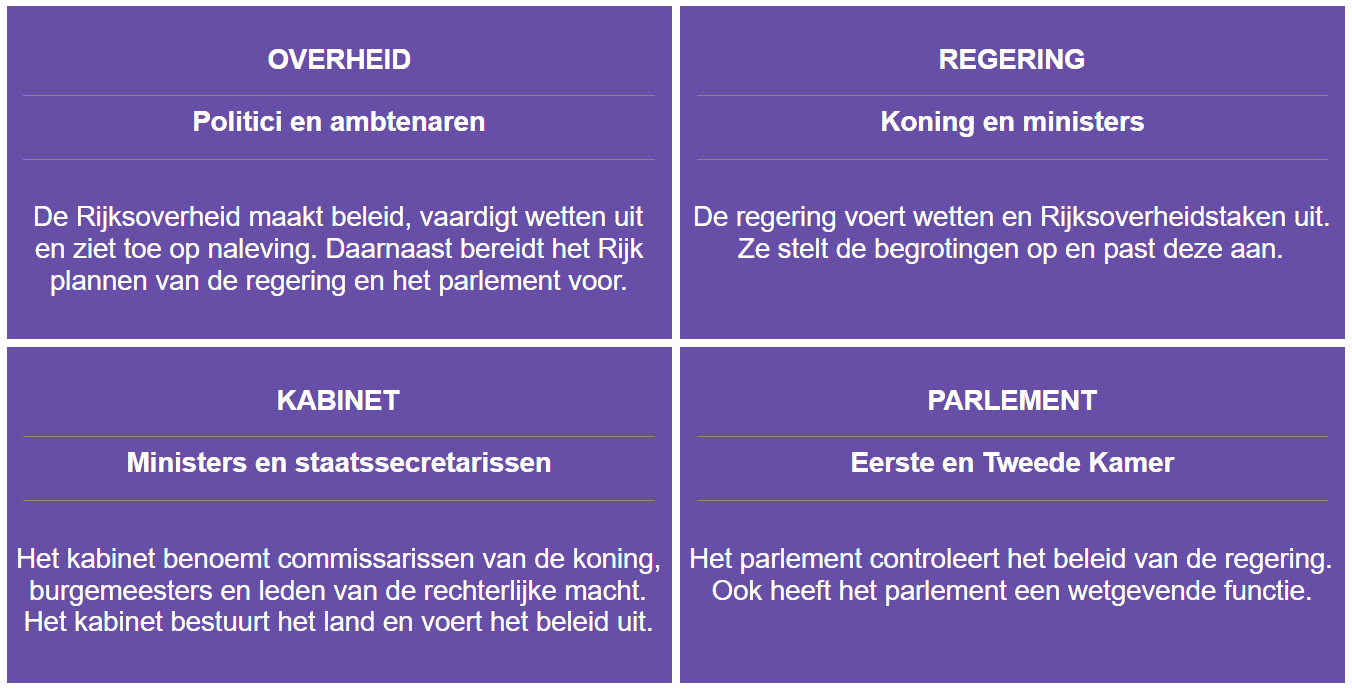
De samenstelling en taken van de overheid, regering, het kabinet en parlement in Nederland.

Een regering is een orgaan van de staatkundige organisatie, belast met de uitvoerende macht voor een bepaald grondgebied. Met andere woorden: de regering heeft de bevoegdheid om de wetgeving tot uitvoering te brengen binnen de grenzen van het grondgebied waarover ze die bevoegdheid heeft. 
In bijna alle democratieën worden verkiezingen gehouden voor de wetgevende organen. In landen met een meerderheidsstelsel, zoals Frankrijk of het Verenigd Koninkrijk, vormt de grootste partij meestal zelf de gehele regering. In andere landen, zoals Nederland en België, wordt vaak een coalitieregering gevormd, waarbij meestal de grootste partij het voortouw neemt in onderhandelingen met andere partijen. In landen met blokpolitiek zoals Zweden en Noorwegen neemt echter het grootste politieke blok het initiatief bij de regeringsformatie.

## Dualisme
In parlementaire systemen kan de mate waarin de uitvoerende macht (de regering) en wetgevende macht (de volksvertegenwoordiging) gescheiden zijn verschillen. Nederland en Denemarken hebben bijvoorbeeld beide een parlement met een omvang van 179 politici, maar gaan anders om met het begrip dualisme. In Nederland is er een strikte scheiding tussen de 150 parlementariërs en de 29 bewindslieden (het aantal ten tijde van Kabinet-Schoof) in vak K. Nederlandse regeringsleden hebben geen zetel en stemrecht in het parlement. In Denemarken is er meer verwevenheid tussen beide machten, omdat regeringsleden, op een enkele uitzondering na, ook een zetel in het parlement hebben.

## België
Sinds België door de staatshervorming van 1970 langzaam gedecentraliseerd is en uiteindelijk in 1993 officieel een federale staat werd, telt het land zes regeringen (zie uitvoerende macht van België). Met "Belgische regering" wordt de federale regering bedoeld. Die bestaat uit de ministers en staatssecretarissen en wordt geleid door de eerste minister. De ministers vormen samen de ministerraad. Officieel zit de koning deze voor, maar die doet dat in de praktijk nooit tenzij voor symbolische aangelegenheden. De medewerkers van de Belgische koning vormen het Kabinet van de Koning. 

## Nederland

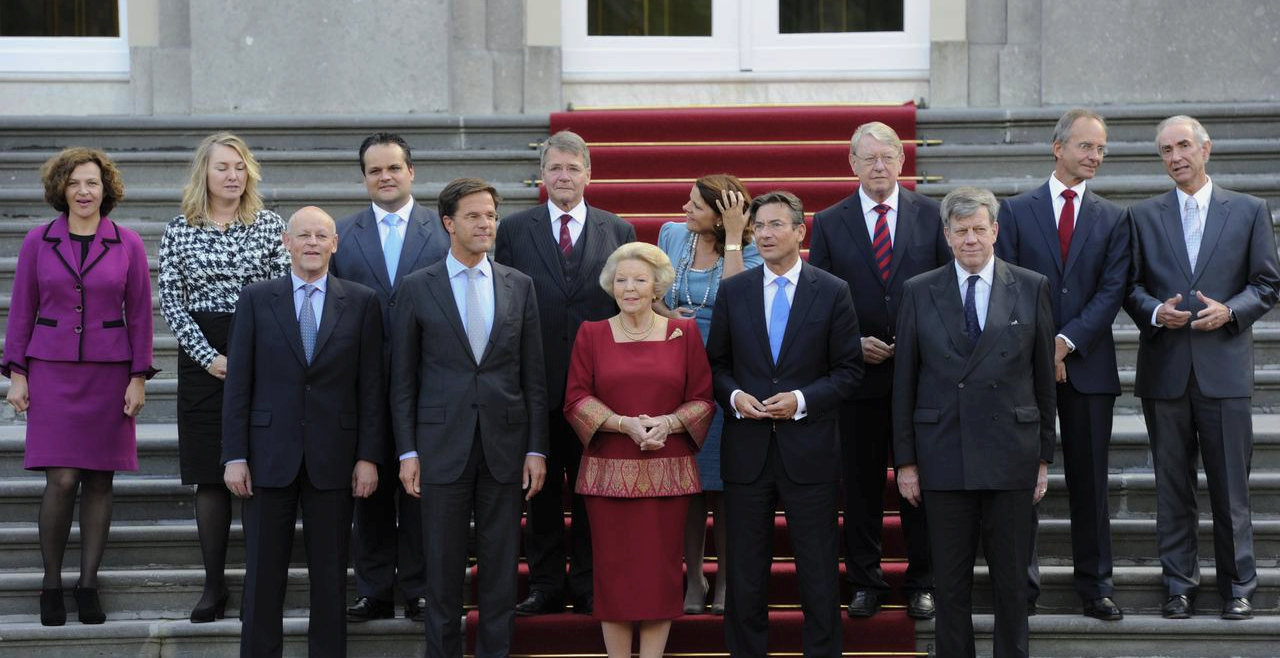
De Nederlandse regering in 2010-2012; de ministers van het kabinet-Rutte I met koningin Beatrix.

De Nederlandse regering bestaat uit de koning en de ministers. De ministers vormen tezamen de ministerraad, die wordt voorgezeten door de minister-president. Samen met de ministers vormen de staatssecretarissen het Nederlands kabinet. De Nederlandse koning wordt bij zijn taken als lid van de regering ondersteund door zijn Kabinet van de Koning. 
In Nederland wordt het woord regering ook gebruikt om een coalitie aan te duiden van partijen in de Tweede Kamer, die op dat moment een onderling regeerakkoord hebben bereikt. Vaak vormt deze coalitie een meerderheid in de Kamer, maar dat is niet altijd het geval. Dat heet dan een minderheidskabinet.
De regering wordt geacht één geheel te vormen en één te zijn in haar handelen, mening en visie. De regering 'spreekt met één mond'. Wat wil zeggen dat alle leden van de regering, ongeacht hun individuele standpunten, dezelfde mening naar buiten brengen. Individuele meningen worden besproken in het regeringsoverleg (traditioneel op vrijdag in de Trêveszaal) waarna zo nodig de gezamenlijke visie naar buiten wordt gebracht via een persconferentie van de minister-president. Het verkondigen van een individuele mening door een minister of staatssecretaris, die afwijkt van het regeringsstandpunt, wordt gezien als 'doodzonde'. Doorgaans wordt een lid van de regering die zich afwijkend uit, verzocht 'de eer aan zichzelf te houden' (ontslag te nemen). In het zeer uitzonderlijke geval dat het lid dit weigert volgt ontslag op staande voet (Mona Keijzer, sept 2021).
In de aanloop naar verkiezingen wordt het regeringsleden oogluikend toegestaan afwijkende standpunten te uiten zodat zij zich kunnen profileren. Ze dienen daarbij echter altijd helder te zijn over de positie (vertegenwoordiger van hun partij of van de regering) van waaruit zij spreken.

## Denemarken
In Denemarken is er geen strikte scheiding tussen de uitvoerende macht en de wetgevende macht. Standaard worden ministers gerekruteerd vanuit de 179 gemandateerde leden van de Folketing en behouden zij hun zetel. Daarnaast wordt er zo nu en dan gebruik gemaakt van de mogelijkheid om bewindslieden zonder parlementaire zetel aan te stellen. Hier wordt af en toe gebruik van gemaakt om de deskundigheid binnen bepaalde beleidsterreinen te versterken.

Dit betekent dat bijna alle ministers en andere regeringsleden een direct mandaat van de kiezer hebben en actief deelnemen aan het parlementaire debat. Ze zijn nauw betrokken bij de besluitvorming en behouden hun stemrecht. Hierbij dienen ze direct verantwoording af te leggen aan hun mede-parlementariërs en aan de kiezer. Dit model bevordert een directe wisselwerking tussen de regering en het parlement, omdat leden van de uitvoerende macht doorgaans zelf ook deel uit maken van de wetgevende macht.